# HMS Nigeria
HMS Nigeria, następnie INS Mysore – brytyjski krążownik lekki z okresu II wojny światowej typu Colony (Fiji), zwodowany w 1939 roku i służący w Royal Navy od 1940 roku. Po wojnie zakupiony przez Indie, służył od 1957 do 1985 roku pod nazwą „Mysore”. Nosił numer taktyczny 60, następnie C180 i C60.
Podczas II wojny światowej służył najpierw na Atlantyku i w Arktyce. W sierpniu 1942 roku wziął udział w operacji konwojowej Pedestal na Morzu Śródziemnym, podczas której został uszkodzony przez włoski okręt podwodny. Po remoncie, od początku 1944 roku do końca wojny służył na Oceanie Indyjskim. Otrzymał w toku służby sześć wyróżnień bitewnych (za Atlantyk 1941, Norwegię 1941, Arktykę 1942, konwoje maltańskie 1942, Sabang 1944 i Birmę 1944–1945).
W 1954 roku został sprzedany Indiom i po remoncie wszedł do służby w 1957 roku, jako okręt flagowy Indyjskiej Marynarki Wojennej. Brał udział w aneksji Indii Portugalskich w 1961 roku i wojnie indyjsko-pakistańskiej w 1971 roku. Od 1975 roku służył jako okręt szkolny; został wycofany ze służby w 1985 roku, po czym złomowany.
Wyporność pełna okrętu wynosiła około 11 000 ton angielskich, a długość 169,32 m. Napędzały go turbiny parowe, pozwalające na osiąganie prędkości maksymalnej 32,25 węzła. Uzbrojenie główne stanowiło 12 dział kalibru 152 mm w czterech wieżach (w służbie indyjskiej dziewięć dział), nadto osiem dział uniwersalnych kalibru 102 mm i zmienna lekka artyleria przeciwlotnicza oraz wyrzutnie torped.

## Budowa
Krążownik lekki „Nigeria” należał do pięciu pierwszych krążowników typu Colony, znanego także od pierwszego okrętu jako typ Fiji, zamówionych na podstawie programu z 1937 roku w grudniu tego roku dla brytyjskiej Royal Navy. Podobnie jak inne okręty tego typu otrzymał nazwę od brytyjskiej kolonii – Nigerii. Stępkę pod budowę położono w stoczni Vickers Armstrong w Newcastle upon Tyne 8 lutego 1938 roku, a okręt wodowano 18 lipca 1939 roku. Został ukończony 23 września, lub według innych źródeł 30 września 1940 roku. W służbie brytyjskiej nosił numer taktyczny 60 (nie malowany na burtach), a od 1945 roku w składzie brytyjskiej Floty Pacyfiku: C180.

## Skrócony opis

### Opis ogólny
Wyporność standardowa okrętów typu Colony wahała się między 8350 a 8735 ts, a pełna między 10 450 a 11 086 ts. W służbie indyjskiej roczniki flot podawały wyporność standardową okrętu 8700 ts, a pełną 11 040 ts. Długość całkowita wynosiła 169,32 m, szerokość 18,9 m, a zanurzenie 6,1 m.
Okręty napędzały cztery zespoły turbin parowych systemu Parsonsa z przekładniami o mocy łącznej 80 000 KM, do których parę dostarczały cztery kotły typu Admiralicji. Siłownia poruszała cztery śruby. Zapas paliwa płynnego wynosił 1700 ton. Siłownia zapewniała rozwijanie prędkości maksymalnej 32,25 węzła i zasięg do 6520 mil morskich przy prędkości 13 węzłów.
Opancerzenie okrętów typu Colony stanowił burtowy pas pancerny grubości 83 mm, w rejonie linii wodnej, na większości długości kadłuba. Zakończony był grodziami grubości 51 mm, tworzącymi opancerzoną cytadelę. Opancerzenie poziome stanowił pokład pancerny grubości 51 mm. Również wieże artylerii miały pancerz grubości 51 mm, a barbety 25 mm.

### Uzbrojenie

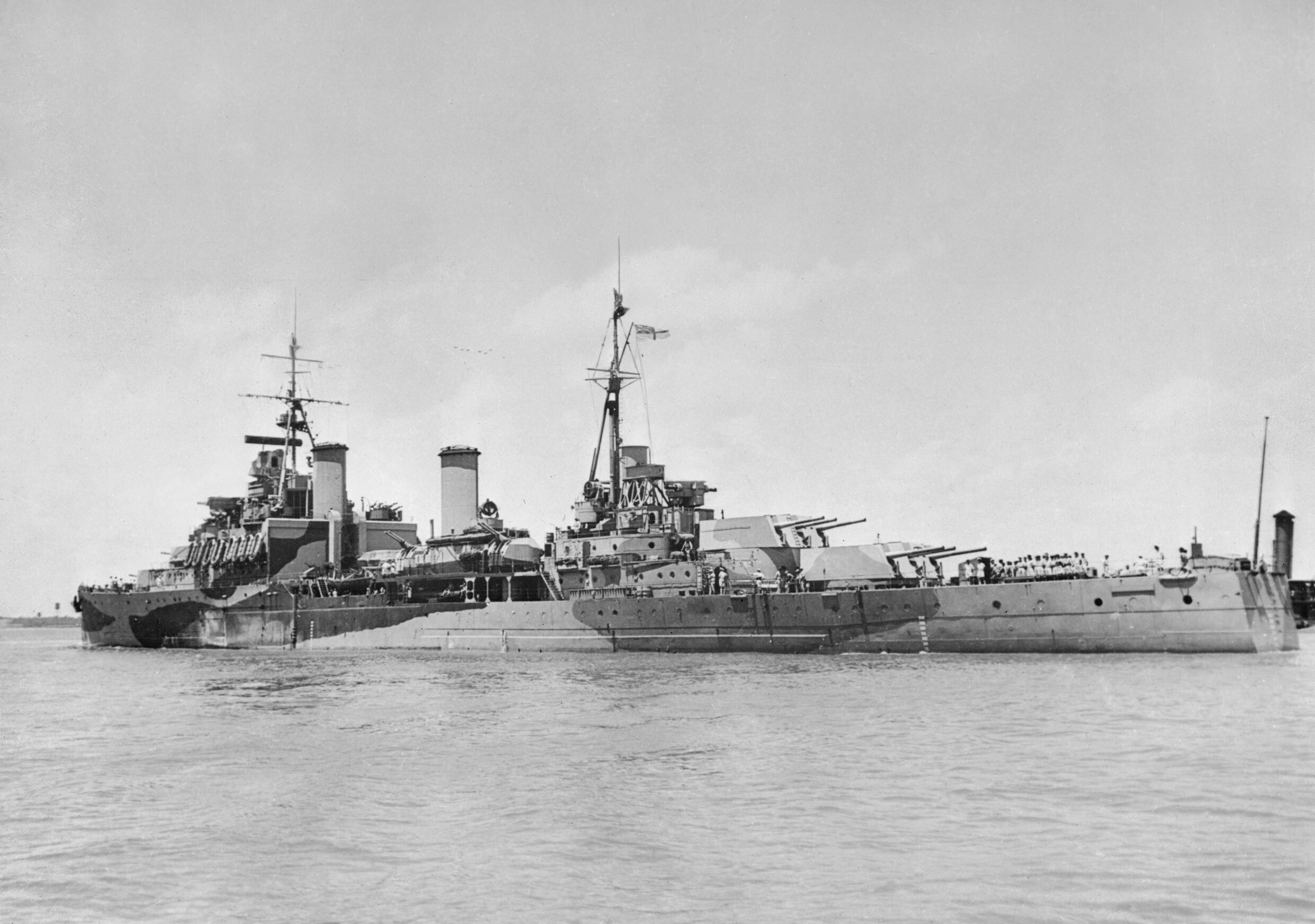
HMS „Nigeria” od rufy pod koniec wojny

Uzbrojenie główne stanowiło 12 dział kalibru 152 mm o długości lufy L/50 (50 kalibrów) w czterech trzydziałowych wieżach Mk XXIII, rozmieszczonych po dwie na dziobie i rufie w superpozycji. Zapas amunicji wynosił po 200 pocisków na lufę. Przed przekazaniem Indiom w 1955 roku zdemontowano trzecią wieżę (z pozycji X), pozostawiając dziewięć dział.
Uzbrojenie przeciwlotnicze stanowiło osiem dział uniwersalnych kalibru 102 mm Mk XVI L/45, w podwójnych stanowiskach Mk XIX osłoniętych maskami. Lekkie uzbrojenie przeciwlotnicze początkowo obejmowało dwa stanowiska sprzężonych po cztery automatycznych armat 40 mm Mk VIII oraz dwa poczwórne karabiny maszynowe 12,7 mm Vickers Mk III. Okręty miały też dwie potrójne wyrzutnie torped kalibru 533 mm.
W toku wojny lekkie uzbrojenie przeciwlotnicze „Nigerii” było zwiększane, począwszy od dodania latem 1941 roku czterech pojedynczych działek 20 mm Oerlikon. Podczas remontu na przełomie 1942/1943 roku zamieniono mało skuteczne km-y 12,7 mm oraz pojedyncze działka 20 mm na 16 działek 20 mm Oerlikon w ośmiu podwójnie sprzężonych stanowiskach. Latem 1945 roku dodano jeszcze cztery pojedyncze armaty 40 mm Bofors Mk III.
Po modernizacji, w służbie indyjskiej lekkie uzbrojenie przeciwlotnicze stanowiło 12 armat kalibru 40 mm, w tym dwa pojedyncze i pięć podwójnych stanowisk. Dwa podwójne stanowiska umieszczone były po obu stronach nadbudówki dziobowej, dwa pojedyncze po obu stronach pierwszego komina, jedno podwójne w osi podłużnej okrętu za drugim kominem (między czterema podstawami dział 102 mm) i dwa podwójne obok siebie na rufie, na miejscu zdjętej wieży artyleryjskiej na pozycji X.

### Wyposażenie
Początkowo „Nigeria” wyposażona była w standardową katapultę typu D-IVH i dwa wodnosamoloty. Wyposażenie lotnicze zdemontowano pod koniec 1943 roku.
W chwili wejścia do służby „Nigeria” wyposażona była w radar typu 279 . Podczas remontu we wrześniu – listopadzie 1941 roku otrzymała nowszy radar typu 273 i radar artyleryjski typu 284 . Podczas remontu na przełomie 1942/1943 roku radar typu 273 zamieniono na radary typów 272 i 282. Pod koniec 1943 roku dodano radar typu 283. Oprócz etatowych radiostacji, w połowie 1942 roku przed operacją Pedestal zamontowano radiostację wysokiej częstotliwości VHF R/T do łączności z lotnictwem.
Podczas modernizacji przed przekazaniem Indiom zamontowano nowe radary: dozoru powietrznego typu 960 (zamiast typu 279), dozoru nawodnego typów 277 i 293 (zamiast typu 272), kierowania ogniem typu 274 (zamiast typu 284) i dwa typu 275 (zamiast typu 285) oraz nawigacyjny typu 974 ).

## Służba

### 1940–1942 – północny Atlantyk i daleka Północ
HMS „Nigeria” wszedł do służby we wrześniu 1940 roku, w trakcie II wojny światowej, po czym w październiku został przydzielony do 10. Eskadry Krążowników (10th Cruiser Squadron) Floty Metropolii (Home Fleet), bazującej w Scapa Flow i przeznaczonej do ochrony żeglugi na północno-zachodnich podejściach do Wysp Brytyjskich (NW Approaches) . Jeszcze w tym samym miesiącu został skierowany do zadań ochrony żeglugi na południowo-zachodnich podejściach (SW Approaches), bazując na krótko w Plymouth, po czym w listopadzie powrócił do Scapa Flow . Od 26 grudnia okręt osłaniał konwoje atlantyckie wraz z krążownikiem liniowym „Repulse”.
6 i 17 lutego 1941 roku krążownik osłaniał okręty stawiające miny Zagrody Północnej (Northern Barrage) w ramach operacji SN7A i SN7B/68A . Od 3 marca z krążownikiem HMS „Edinburgh” stanowił osłonę operacji Claymore – rajdu komandosów na Lofoty . Następnie ponownie osłaniał 11 marca stawianie Zagrody Północnej (SN68B), a od 17 marca patrolował w rejonie Islandii i Cieśniny Duńskiej w poszukiwaniu niemieckich rajderów, z pancernikiem „Nelson”, a następnie innymi okrętami . 28 czerwca 1941 roku wraz z niszczycielami „Tartar”, „Bedoiun” i „Jupiter” przechwycił w rejonie Jan Mayen niemiecki statek rozpoznania meteorologicznego „Lauenburg”, na którym przed jego zatopieniem grupa abordażowa „Tartara” zdobyła cenne wywiadowczo książki kodów pomagające do rozszyfrowywania wiadomości w kodzie Enigma .

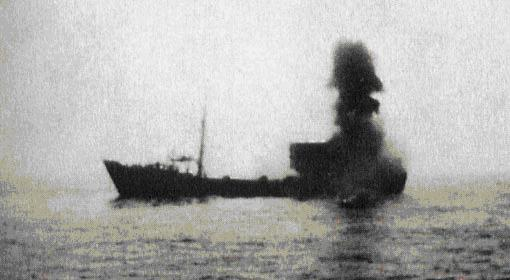
Zatopienie statku meteorologicznego „Lauenburg”

Od 25 lipca 1941 roku „Nigeria” wchodziła jako okręt flagowy kontradmirała Viana w skład zespołu A (Force A) przeznaczonego do działań na dalekiej północy, z krążownikiem „Aurora” i niszczycielami „Tartar” i „Punjabi”. 1 sierpnia zespół zniszczył niemiecką stację meteorologiczną na Wyspie Niedźwiedziej i ewakuował stamtąd obywateli norweskich . Od 19 sierpnia krążowniki zespołu eskortowały statek „Empress of Australia” transportujący kanadyjskich żołnierzy do rajdu na Spitsbergen, mającego na celu zniszczenie wykorzystywanych przez Niemców kopalni i składów węgla oraz radiostacji przekazującej informacje meteorologiczne (operacja Gauntlet). 25 sierpnia osłaniały lądowanie na Spitsbergenie, a następnie „Nigeria” eskortowała od 27 sierpnia „Empress of Australia” ewakuujący z Barentsburga radzieckich górników do Archangielska. Zespół powrócił następnie na Spitsbergen i zabrał stamtąd obywateli norweskich do Wielkiej Brytanii, po czym krążowniki zostały wysłane ponownie w rajd na wody norweskie . 7 września „Aurora” i „Nigeria” przechwyciły u wybrzeża norweskiego mały konwój niemiecki, topiąc eskortujący go szkolny okręt artyleryjski „Bremse” (uzbrojony w cztery działa kalibru 12,7 cm), lecz dwa transportowce zdołały się ukryć . „Nigeria” doznała jednak tego dnia z nieznanej przyczyny uszkodzenia – oderwania końcówki dziobu, najprawdopodobniej na dryfującej minie, co ustalono podczas powojennej analizy (odrzucając wcześniej rozpatrywane wersje zderzenia z „Bremse” lub storpedowania przez okręt podwodny) .
Remont w Tyne trwał od października do 15 grudnia 1941 roku . Po powrocie w styczniu 1942 roku w skład 10. Eskadry Krążowników Floty Metropolii, „Nigeria” do lipca eskortowała lub osłaniała konwoje arktyczne do ZSRR (PQ) i z powrotem (QP), poczynając od eskorty konwoju PQ-8 między 8 a 17 stycznia z Islandii do Murmańska, gdzie pozostała do końca lutego. W lutym eskortowała lub zapewniała dalszą osłonę dla konwojów: PQ-9/10, QP-7, PQ-11, w marcu: QP-8, PQ-13, QP-9, w kwietniu: PQ-14, QP-10, PQ-15, w maju: QP-11, PQ-16, QP-12, na przełomie czerwca i lipca PQ-17 i QP-13. Brak jest informacji o starciach z nieprzyjacielem w tym okresie, z wyjątkiem ataków lotnictwa po 13 maja, kiedy „Nigeria” uczestniczyła w nieudanej operacji sił głównych Home Fleet w celu osłony przejścia z ZSRR uszkodzonego krążownika „Trinidad” (zatopionego ostatecznie przez lotnictwo) .

### Sierpień 1942–1943 – Morze Śródziemne i remont

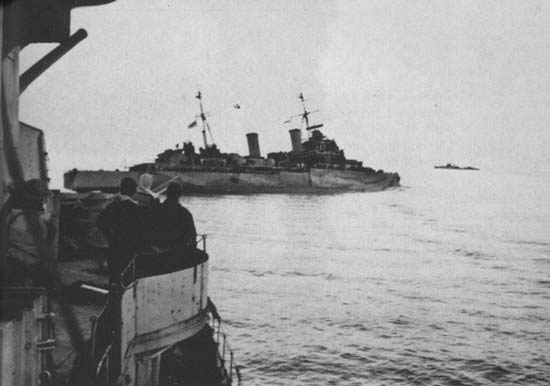
„Nigeria” po uszkodzeniu torpedą podczas operacji Pedestal, 14 sierpnia 1942 roku

W sierpniu 1942 roku „Nigeria” została skierowana do udziału w operacji Pedestal – przeprowadzeniu konwoju z zaopatrzeniem dla izolowanej Malty, jako okręt flagowy eskortującego konwój zespołu X (Force X) kontradmirała Harolda Burrougha. 2 sierpnia wypłynęła w tym celu z Wielkiej Brytanii w eskorcie konwoju WS-21S. 10 sierpnia zespół brytyjski minął Gibraltar, wchodząc na Morze Śródziemne. Zespół brał następnie udział w walkach z lotnictwem niemieckim i włoskim oraz okrętami podwodnymi. 12 sierpnia o godzinie 19:55 „Nigeria” została poważnie uszkodzona torpedą w lewą burtę na wysokości masztu dziobowego przez włoski okręt podwodny „Axum”. Zalaniu uległa kotłownia dziobowa i zginęło 52 członków załogi, w tym czterech oficerów. Krążownik po opanowaniu przechyłu mógł płynąć ze zmniejszoną prędkością i został odesłany do Gibraltaru w eskorcie niszczycieli „Bicester”, „Wilton” i „Derwent”.
Po prowizorycznych naprawach w Gibraltarze, „Nigeria” przeszła w październiku do USA na remont w stoczni marynarki Charleston Navy Yard w North Charleston . Po trwającym prawie rok remoncie, powróciła we wrześniu 1943 roku do Wielkiej Brytanii. Uzupełniające prace i montaż wyposażenia w stoczni w Chatham trwały do końca 1943 roku .

### 1944–1945 – Ocean Indyjski
Po remoncie postanowiono przebazować „Nigerię” na Ocean Indyjski w skład Floty Wschodniej (Eastern Fleet). 27 marca 1944 roku krążownik przeszedł na Cejlon, gdzie został włączony do 4. Eskadry Krążowników . Między innymi, od 16 kwietnia w składzie zespołu Task Force 69 osłaniał alianckie lotniskowce HMS „Illustrious” i USS „Saratoga” dokonujące ataków na Sabang (operacja Cockpit), a 17 maja w składzie zespołu Task Force 65 osłaniał te lotniskowce dokonujące ataków na rafinerię ropy w Surabai (operacja Transom) . W lipcu osłaniał pancerniki: „Queen Elizabeth”, „Valiant” i „Richelieu” oraz krążownik liniowy „Renown”, ostrzeliwujące cele naziemne na Sabangu (operacja Crimson) . Od 25 lipca eskortował okręt-bazę okrętów podwodnych „Maidstone” do Fremantle, a następnie do września osłaniał konwoje na Oceanie Indyjskim .
W listopadzie krążownik przydzielono do 5. Eskadry Krążowników nowo formowanej Brytyjskiej Floty Pacyfiku . W grudniu wszedł z krążownikami HMS „Kenya”, „Newcastle” i „Phoebe” w skład zespołu Force 61 dla wsparcia operacji w Birmie . 1 stycznia 1945 roku wspierał lądowanie komandosów na półwyspie Akyab w Birmie (operacja Lightning), lecz ostrzał artylerii nie był wymagany z uwagi na opuszczenie pozycji japońskich . 26 stycznia krążownik wysadził Royal Marines zajmujących wyspę Cheduba i wspierał lądowanie na niej (operacja Sankey), a 31 stycznia ostrzeliwał wyspę Ramree . W lutym krążownik „Nigeria” przeszedł do Simonstown w Południowej Afryce na remont .
3 maja 1945 roku okręt powrócił na Cejlon i brał udział w dalszych działaniach floty na Oceanie Indyjskim . W ramach operacji Collie, przygotowującej do lądowania w Malezji, 5 lipca osłaniał rozminowanie i ostrzeliwał wyspę Kar Nikobar, a 15 lipca Nancowry na Nikobarach . Był przeznaczony do wsparcia operacji desantowych w cieśninie Malakka, które nie doszły już do skutku z uwagi na zawieszenie broni w połowie sierpnia . 9 września, już po kapitulacji Japonii, osłaniał lądowanie na północ od Port Dickson (operacja Zipper) .
Za działania wojenne „Nigeria” otrzymała sześć wyróżnień bitewnych (Battle Honours): Atlantyk 1941, Norwegia 1941, Arktyka 1942, konwoje maltańskie 1942, Sabang 1944 i Birma 1944–1945 .

### Okres powojenny
Pod koniec roku okręt powrócił do Wielkiej Brytanii i od grudnia 1945 roku do kwietnia 1946 roku był remontowany. Następnie do września 1950 roku służył w 6. Eskadrze Krążowników na południowym Atlantyku. Był zarazem okrętem flagowym sił Południowego Atlantyku, bazując w Simonstown . W 1951 roku został wycofany do rezerwy . Stacjonował następnie w HMNB Devonport jako hulk.

### Służba w Indiach

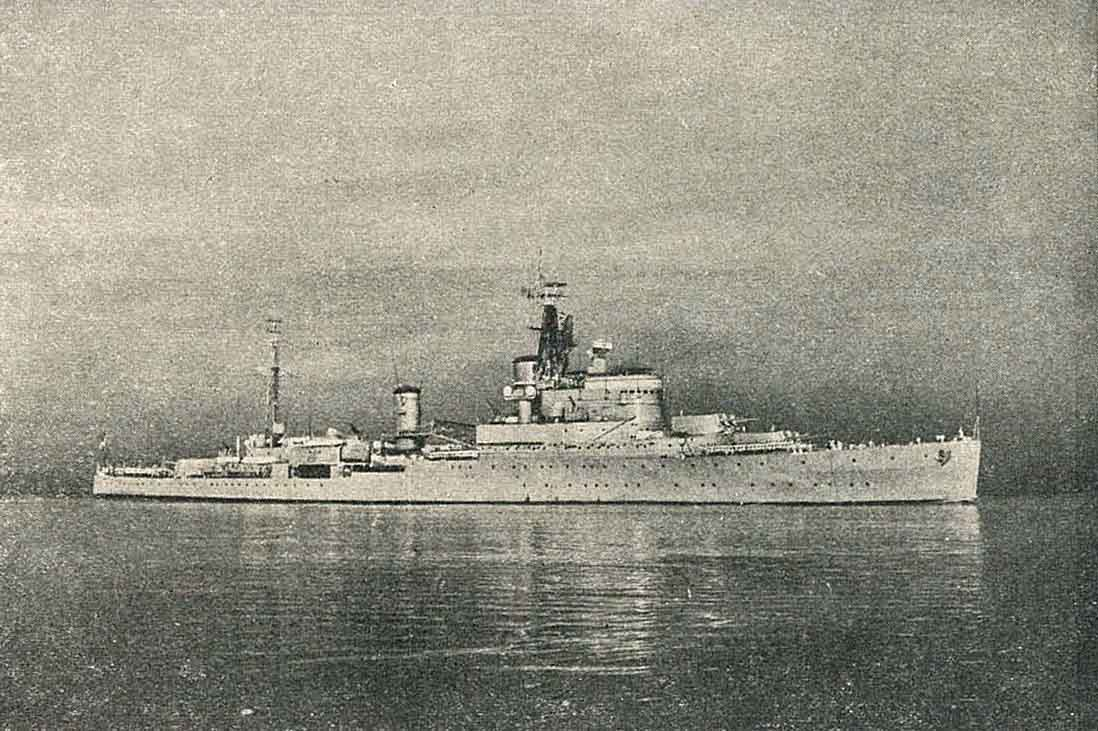
INS „Mysore” ok. 1960 roku

8 kwietnia 1954 roku „Nigeria” została sprzedana Indiom, za 300 000 funtów szterlingów. Przed przekazaniem, między październikiem 1954 roku a kwietniem 1957 roku została poddana remontowi i modernizacji w stoczni Cammell Laird w Birkenhead. Między innymi wymieniono radary na nowocześniejsze, usunięto trzecią wieżę artylerii głównej (pozycja X) i wyrzutnie torped, zabudowano nowocześniejszą nadbudówkę dziobową z pomostem bojowym i maszty kratownicowe zamiast trójnożnych .
Okręt wszedł do służby w Indyjskiej Marynarce Wojennej 29 sierpnia 1957 roku w Birkenhead, pod nazwą „Mysore”. Nazwa pochodziła od stanu – dawnego królestwa Majsuru. Został okrętem flagowym marynarki indyjskiej . Otrzymał numer burtowy C 60 (z fotografii wynika, że nie malowany).
W 1959 roku podczas ćwiczeń z marynarką brytyjską JET59, „Mysore” uszkodził w kolizji niszczyciel HMS „Hogue”, urywając mu dziób, przy czym zginął jeden człowiek (naprawa niszczyciela została następnie uznana za nieopłacalną) . Wziął następnie udział w operacji zbrojnej aneksji Indii Portugalskich, wspierając 18 grudnia 1961 roku ogniem desant, który zajął wyspę Anjediva koło Karwaru.
W 1969 roku „Mysore” uszkodził w kolizji indyjski niszczyciel „Rana”. Podczas wojny z Pakistanem w 1971 roku „Mysore” był okrętem flagowym zachodniego zespołu floty, bazującego w Bombaju, który 4 grudnia przeprowadził atak kutrów rakietowych na Karaczi.
W 1972 roku „Mysore” miał kolizję z fregatą „Beas”, po której był w dwumiesięcznym remoncie. Od 1975 roku służył jako okręt szkolny. Został skreślony z listy floty 20 sierpnia 1985 roku, po czym złomowany w 1986 roku.